# Ramal La Serena-Rivadavia
El Ramal La Serena-Rivadavia (también conocido como Tren Elquino) fue un ramal de ferrocarril ubicado en la provincia de Elqui, que conectaba las localidades de La Serena, Vicuña y Rivadavia.

## Historia
El ramal La Serena-Rivadavia fue construido por la Sociedad Ferrocarril de Elqui, y su línea fue tendida por tramos. La primera sección, entre La Serena y Marquesa, fue inaugurada el 4 de agosto de 1884. En 1885 se inauguraba el tramo hasta Vicuña, y el 12 de abril de 1886 era abierto el último tramo, que llegaba hasta la localidad de Rivadavia.
En 1888, tras un desborde del río Elqui, la vía férrea fue destruida. Ante esta situación, la Sociedad Ferrocarril de Elqui decide vender el ramal al Estado de Chile, cuya transacción se completó en 1895. Tras esto, y luego de la reconstrucción de la vía —finalizada en 1904—, el tramo que comprende entre La Serena e Islón fue utilizado por la Empresa de los Ferrocarriles del Estado para formar parte de la vía Longitudinal Norte. De esta manera, el ramal La Serena-Rivadavia era incluido en la Red Norte de Ferrocarriles, permitiendo a los pasajeros provenientes del sur combinar con el servicio hacia Rivadavia.
Luego del terremoto de Vallenar de 1922, el 16 de abril de 1923 se ordena la reconstrucción y reparación de los edificios dañados pertenecientes a este ramal.
El 11 de marzo de 1971 ocurrió el descarrilamiento de un tren que transportaba a escolares. Una locomotora diésel 6001 y 5 carros de pasajeros, que se encontraban estacionados en la Estación Vicuña, comenzaron a desplazarse vía abajo, debido a una falla en los frenos de aire, y a la altura de la Estación Gualliguaica el tren se salió de las vías, cayendo a un precipicio a un costado del río Elqui. En el accidente hubo 15 muertos y 74 heridos.
En junio de 1975 fueron suspendidos los servicios de transporte del ramal La Serena-Rivadavia, sumándose al cierre de la vía Longitudinal Norte ocurrida en el mismo periodo. El 24 de septiembre de 1985 fue autorizado el levante total de las vías del ramal, y los terrenos de las estaciones fueron vendidos en 1987.
Actualmente existen algunas estaciones, como las de La Serena (convertida en un edificio de la Municipalidad de dicha comuna), Vicuña, Durazno y Rivadavia, mientras que otras fueron desmanteladas. Un caso aparte corresponde a la Estación Gualliguaica, la cual en su emplazamiento original fue inundada por el Embalse Puclaro. Luego del traslado del pueblo, los habitantes de Gualliguaica exigieron al gobierno la construcción de una réplica de la estación. Dicha obra actualmente es un museo que muestra la historia del pueblo y sus alrededores.

## Trazado
(En cursiva indica paraderos)
| Nombre          | Km   | Notas                                         |
| --------------- | ---- | --------------------------------------------- |
| La Serena       | 0    |                                               |
| Islón           | 8    |                                               |
| Altovalsol      | 16,1 |                                               |
| Punta de Piedra | 17,8 |                                               |
| Las Rojas       | 23,8 |                                               |
| Pelícana        | 29,1 | Anteriormente conocida como «La Pampa».       |
| Marquesa        | 33,3 |                                               |
| El Molle        | 35,1 |                                               |
| Almendral       | 42,0 | Anteriormente conocida como «Agua de Pangue». |
| Gualliguaica    | 49,8 |                                               |
| El Tambo        | 55,6 |                                               |
| Vicuña          | 60,4 |                                               |
| San Isidro      | 67,0 |                                               |
| Durazno         | 70,1 | Anteriormente conocida como «Arenal».         |
| Diaguitas       | 71,8 |                                               |
| Elqui           | 76,6 | Anteriormente conocida como «Algarrobal».     |
| Rivadavia       | 80,1 |                                               |

## Infraestructura

### Puentes
| Puentes ferroviarios | Puentes ferroviarios | Puentes ferroviarios | Puentes ferroviarios | Puentes ferroviarios | Puentes ferroviarios |
| Nombre               | Punto kilométrico    | Largo (m)            | Altitud (m s. n. m.) | Año de inauguración  | Imagen               |
| -------------------- | -------------------- | -------------------- | -------------------- | -------------------- | -------------------- |
| Puente Islón         |                      | 60                   |                      | 1884                 |                      |
| Puente Marquesa      |                      | 96                   |                      | 1884                 |                      |
| Puente Yungay        |                      | 75                   |                      | 1885                 |                      |
| Puente Leiva         |                      | 30                   |                      | 1886                 |                      |
| Puente Noruega       |                      | 24,47                |                      | 1886                 |                      |

### Túneles
| Túneles ferroviarios | Túneles ferroviarios | Túneles ferroviarios | Túneles ferroviarios | Túneles ferroviarios | Túneles ferroviarios |
| Nombre               | Punto kilométrico    | Largo (m)            | Altitud (m s. n. m.) | Año de inauguración  | Imagen               |
| -------------------- | -------------------- | -------------------- | -------------------- | -------------------- | -------------------- |
| Túnel Maitén         | 32,7                 | 130                  |                      |                      |                      |
| Túnel Maichihue      | 38,3                 | 75                   |                      |                      |                      |
| Túnel Bella-Vista    | 49,4                 | 59                   |                      |                      |                      |
| Túnel Huancara       | 51,0                 | 180                  |                      |                      |                      |